# Radiofarmaco
Un radiofarmaco è un medicinale in uso in medicina nucleare che include uno o più radionuclidi (isotopi radioattivi) incorporati a scopo sanitario. Si tratta di sostanze chimiche che hanno la proprietà di interagire specificamente con il sistema biologico ma che, una volta iniettati in vivo, possono spesso anche essere seguiti dall'esterno, per mezzo di strumentazioni costruite ad hoc.
La strumentazione di rilevazione dell'attività iniettata consente di costruire sia immagini statiche (che indicano come il radiofarmaco si comporta dopo un certo tempo dalla sua iniezione) sia serie di immagini raccolte in tempi successivi che individuano la distribuzione del radiofarmaco nel corpo e ne evidenziano il progredire del metabolismo. In questo modo è possibile avere indicazioni non solo morfologiche di organi ed apparati, ma soprattutto informazioni sulla loro funzionalità. I dati raccolti dall'osservazione dell'immagine sono utilizzati per eseguire una diagnosi clinica. È pertanto facilmente comprensibile che l'informazione clinica che si ottiene dall'analisi delle immagini scintigrafiche dipenda sostanzialmente dalle proprietà biologiche che il radiofarmaco possiede una volta iniettato in vivo. Le immagini possono mostrare aree con aumentato accumulo del radiofarmaco nei tessuti patologici così come aree in cui tale accumulo si riduce. I radiofarmaci del primo tipo sono anche detti indicatori positivi (ad esempio i difosfonati marcati con 99m-tecnezio usati nella scintigrafia ossea); mentre quelli del secondo tipo sono anche chiamati indicatori negativi (ad esempio i farmaci usati per la scintigrafia miocardica di perfusione). Tale distinzione tuttavia non è assoluta, in quanto in alcuni casi un radiofarmaco può comportarsi sia da indicatore positivo sia da indicatore negativo (ad esempio il fluorodesossiglucosio è un indicatore positivo in oncologia e negativo in neurologia nello studio delle demenze) Un radiofarmaco in grado di legarsi ad un tessuto patologico può essere anche utilizzato a fini terapeutici. Basta infatti utilizzare nella marcatura un radionuclide che emetta radiazioni adatte alla distruzione delle cellule tumorali perché il radiofarmaco affine ad esse iniettato in vivo trasporti l'agente terapeutico specificatamente nella zona di azione. Quando un farmaco o una coppia di farmaci può essere impegnata sia a scopo diagnostico sia terapeutico si parla di teranostica.
Mentre le immagini PET sono acquisite già nativamente in uno spazio 3D, quelle generate tramite gamma camera sono acquisite come varie proiezioni in 2 dimensioni (ottenute ruotando le testate dello strumento attorno al paziente) e convertite in immagini 3D usando la metodica SPECT.

## Modalità di somministrazione
Viene somministrato di solito per via endovenosa in quantità trascurabili in termini di massa ma sufficienti ad essere rilevati dall'esterno mediante una gamma camera o un tomografo PET (uniche eccezioni sono il radioiodio che di solito si somministra per via orale, come anche i pasti marcati utilizzati nello Scintigrafia per lo studio del transito esofago-gastro-duodenale. I nanocolloidi utilizzati per la linfoscintigrafia degli arti e la ricerca del linfonodo sentinella sono somministrati invece per via sottocutanea). La distribuzione del radiofarmaco dipende quasi totalmente dalla sua stessa struttura chimica e non dalle caratteristiche fisiche del radioisotopo impiegato per la sua preparazione.

## Effetti collaterali
I sistemi biologici di solito non subiscono alcuna perturbazione metabolica (unica eccezione è la metaiodobenzilguanidina utilizzata ad alte dosi a scopo terapeutico, che può portare ad un alterato rilascio di catecolamine in circolo in alcuni soggetti) e gli effetti collaterali sono rari. Anche le reazioni allergiche a queste sostanze sono rare (sostanze molto simili ai substrati metabolici come il fluorodesossiglucosio non le possono causare. Tuttavia possono verificarsi reazioni a macromolecole estranee all'organismo come gli anticorpi monoclonali marcati).

## Classificazione dei radiofarmaci
I radiofarmaci possono essere suddivisi usando differenti criteri:
- tipo di emissione: raggi gamma (rilevabili tramite gamma camera), emittenti positroni (rilevabili mediante PET), o per terapia radiometabolica (emittenti particelle beta o particelle alfa).
- radionuclidi utilizzati come tali (es. radioiodio, fluoro-18 fluoruro) oppure legati ad altre molecole.
- modalità di preparazione: rilasciati dall'industria già pronti all'uso (es. 123I-FP-CIT), preparabili mediante kit (praticamente tutti i radiofarmaci tecneziati), preparabili tramite modulo di sintesi o cellule vive marcate (es. granulociti neutrofili per la scintigrafia con granulociti marcati). Le preparazioni a base di iodio e fluoro (elementi alogeni) sono di solito marcate sostituendo ad un atomo della molecola carrier "fredda" (non ancora radioattiva) l'atomo di iodio o fluoro radioattivo. Per quanto riguarda invece le marcature a base di tecnezio-99m, indio-111, gallio-68, ittrio-90, lutezio-177, samario-153 ed altri metalli di solito si procede alla marcatura mediante un chelante legato chimicamente alla molecola carrier[1].

## Il Tecnezio ed il generatore Molibdeno-Tecnezio

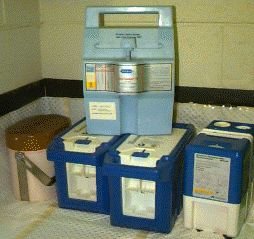
Cinque moderni generatori di tecnezio-99m

Il tecnezio 99m è l'isotopo più utilizzato in medicina nucleare diagnostica per la marcatura dei radiofarmaci. I principali vantaggi di questo radionuclide sono:
- la sufficiente emivita (circa 6 ore) compatibile con la durata delle procedure diagnostiche, ma non troppo lunga da irradiare eccessivamente il paziente
- l'energia ottimale del fotone gamma emesso, abbastanza alta da attraversare il corpo umano senza subire eccessivo scatter compton, riducendo quindi l'irradiazione del paziente, ma comunque sufficiente perché il fotone sia agevolmente catturato dai cristalli delle gamma camere, senza eccessivo degrado dell'immagine per scatter compton dei fotoni all'interno del cristallo
- la chimica di questo elemento consente marcature molto semplici e spesso senza neanche la necessità di scaldare il preparato (uniche eccezioni sono il MIBI utilizzato in oncologia, cardiologia e nella scintigrafia paratiroidea ed il MAG3 utilizzato per la scintigrafia renale), di solito effettuabili tramite dei kit già predisposti in cui è sufficiente aggiungere l'eluato estratto dal generatore molibdeno-tecnezio (procedura effettuabile anche da un tecnico sanitario di radiologia medica)
- basso costo, in quanto non necessita di essere trasportato giornalmente presso la sede di utilizzo, grazie al fatto che è facilmente ottenibile in ogni momento usando un apposito generatore. Questa caratteristica consente anche di eseguire esami in urgenza facilmente (non è necessario prenotare giorni prima il radiofarmaco), caratteristica molto utile ad esempio per eseguire una scintigrafia polmonare in caso di sospetta tromboembolia polmonare.

Un generatore di tecnezio-99m è uno strumento utilizzato per estrarre l'isotopo metastabile tecnezio-99m da una fonte di molibdeno-99 in decadimento. Il molibdeno-99 possiede un'emivita di 66 ore e può essere facilmente trasportato su lunghe distanze verso gli ospedali dove il suo prodotto di decadimento tecnezio-99m (caratterizzato da un'emivita di sole 6 ore e quindi scomodo per il trasporto) verrà poi utilizzato.
Il tecnezio viene estratto dal generatore usando una fiala di soluzione fisiologica (0,9% di sodio cloruro) che viene fatta scorrere su una matrice di Molibdato-99m (99MoO4-) in decadimento a pertecnetato (99mTcO4-). All'arrivo degli ioni Cl-, la matrice della colonna scambierà selettivamente questi con gli ioni pertecnetato, portando quindi nella fiala di recupero una soluzione di pertecnetato di sodio, mantenendo in sede il molibdeno non ancora decaduto. Il pertecnetato può essere poi utilizzato come tale come radiofarmaco (ad esempio per eseguire una scintigrafia tiroidea), oppure può essere utilizzato per marcare con tecnezio-99m altri radiofarmaci (previa riduzione mediante agenti riducenti che lo separino dagli atomi di ossigeno, come lo ione stannoso).
Il continuo decadimento nel tempo del molibdeno-99 porta ad un incremento all'interno del generatore delle concentrazioni di tecnezio-99m, che però ad un certo punto raggiungono un equilibrio per successivo decadimento di questo isotopo a tecnezio-99 stabile. Quest'ultimo nuclide, non potendo decadere ulteriormente, aumenterà sempre più la sua concentrazione nel tempo. Questo tipo di equilibrio che si crea nel generatore per quanto riguarda il tecnezio-99m, in cui un nuclide padre ha un'emivita molto più lunga del nuclide figlio è denominato equilibrio secolare ed è la base del funzionamento del generatore stesso (che, periodicamente eluito con fisiologica, fornirà in modo continuo tecnezio-99m utilizzabile).
Dato che nel tempo le concentrazioni di tecnezio-99 stabile aumentano sempre di più, e dato che il pertecnetato che contiene questo nuclide è chimicamente identico a quello che contiene la forma metastabile, l'eccesso del nuclide stabile renderà, col passare del tempo dall'ultima eluizione, sempre più inefficienti le marcature dei radiofarmaci (in quanto il tecnezio stabile "competerà" per i siti di legame di quello metastabile, producendo molecole non rilevabili dalle gamma camere). Per ovviare a questo problema è indispensabile eluire il generatore almeno 24 ore prima del suo effettivo utilizzo.

## Legislazione e controlli di qualità dei radiofarmaci
Mentre in passato la sintesi dei radiofarmaci non era soggetta alla normativa utilizzata per i farmaci, al giorno d'oggi il radiofarmaco è considerato un farmaco a tutti gli effetti. Le norme che ne disciplinano la produzione e la commercializzazione sono le Norme di Buona Preparazione dei Radiofarmaci in Medicina Nucleare.

### Struttura della radiofarmacia
La struttura deve essere progettata in modo da garantire un flusso a senso unico di entrata delle materie prime ed in uscita dei radiofarmaci pronti all'utilizzo. L'accesso deve essere inoltre ristretto solo al personale autorizzato e monitorato dall'Esperto Qualificato e dal medico competente. Tutti gli abiti da usare all'interno devono essere a perdere e le superfici facilmente lavabili. I locali non devono consentire l'uscita all'esterno di materiale radioattivo, devono essere adeguati alle norme di radioprotezione ed avere all'interno una pressione dell'aria minore di quella atmosferica. Le condizioni climatiche dei locali inoltre devono essere monitorare e registrate e deve essere previsto un piano di pulizie periodiche e di manutenzione periodica delle apparecchiature. Come dotazione i locali, a seconda delle procedure effettuate, di solito possiedono: cappa a flusso laminare in classe A schermata, isolatori con filtri HEPA, armadi e frigoriferi schermati per la conservazione di reagenti e preparati, strumenti per la preparazione dei radiofarmaci (anche automatici per ridurre l'esposizione al personale. Agitatori, riscaldatori, moduli di sintesi, frazionatori di dose...), strumenti per il controllo della contaminazione ambientale e personale, strumenti per misurare la radioattività dei preparati (es. calibratore di dose), strumenti per il controllo della qualità dei preparati (es. colonne cromatografiche), Personal Computer e sistemi di storage dei dati, strumenti per le marcature cellulari (es. centrifuga, microscopio ottico).

### Controlli di qualità dei radiofarmaci
Il superamento di questi controlli è indispensabile per l'utilizzo clinico dei radiofarmaci. Si dividono in 2 categorie: chimico-fisici e biologici:
- verifica dell'assenza di particolato
- valutazione qualitativa visiva (di norma i preparati sono incolori e limpidi)
- misurazione della radioattività
- misurazione del pH
- purezza radionuclidica: Indica quanta della radioattività presente è da riferire all'isotopo radioattivo utilizzato per scopo terapeutico o diagnostico ed è di solito espressa in percentuale. Il principale contaminante dei radiofarmaci tecneziati è il molibdeno-99 (che può essere eluito dal generatore) e deve essere presente solo in tracce nel preparato finale (in quanto influisce sulle marcature e può produrre irradiazione del midollo osseo)
- purezza radiochimica: Indica quanta della radioattività del campione è da riferire alla specie chimica utilizzata a scopo diagnostico o terapeutico rispetto al totale ed è anch'essa espressa in percentuale. Marcature non eseguite in modo corretto possono portare alla creazione di molecole diverse da quella desiderata (oppure può accadere che il radionuclide non si leghi al farmaco da marcare, alterando questo valore)
- verifica dell'assenza di contaminanti (l'alluminio è il principale contaminante degli eluati di pertecnetato provenienti dai generatori, in quanto è uno dei costituenti della matrice di questi. Tale metallo può dare problemi con le marcature).
- verifica del range dimensionale delle particelle marcate (ad esempio per i macroaggregati marcati con tecnezio-99m)
- assenza di contaminazione con microorganismi
- assenza di tossine batteriche (apirogenicità)
- vitalità cellulare (per le marcature cellulari)

Per i radiofarmaci prodotti industrialmente è obbligatoria l'esecuzione dei controlli indicati dal produttore e l'utilizzo solo secondo le indicazioni fornite; pena l'invalidità delle garanzie poste dal produttore. 
In tutti gli altri casi (Galenici-Magistrali, cioè preparazioni estemporanee) il riferimento legislativo è la monografia del preparato in Farmacopea, associato alle Norme di Buona Preparazione dei Radiofarmaci. La responsabilità in tali casi ricade su chi sintetizza il radiofarmaco.
La sterilità per legge deve essere garantita per tutte le preparazioni iniettabili. Per i radiofarmaci già pronti all'uso è garantita dal produttore, mentre per quelli prodotti nel centro di utilizzo (ad esempio marcati tramite kit) deve essere garantita direttamente da questo effettuando la sintesi mediante isolatore con cappa a flusso laminare in Classe A, dotato di filtri HEPA. I test di asepsi e apirogenicità sono di solito effettuati a posteriori, data la breve emivita di molti radiofarmaci.
La purezza radiochimica viene di solito verificata tramite cromatografia su strato sottile.

### Legislazione sui radiofarmaci
Il Decreto Legislativo 178 del 1991 ha recepito in Italia la Direttiva europea numero 89/343/CEE equiparando i radiofarmaci ai farmaci tradizionali (prima di allora i radiofarmaci non erano considerate specialità medicinali, anche per l'assenza di effetti biologici) e stabilendo quindi norme più stringenti sulla loro preparazione ed utilizzo. I radiofarmaci possono essere prodotti industrialmente (dopo aver ottenuto l'Autorizzazione all'Immissione in Commercio AIC) oppure a partire da precursori autorizzati. In generale, possono quindi essere divisi secondo questi criteri:
- radiofarmaci che hanno un'AIC
- radiofarmaci importati che non hanno equivalenti registrati in Italia
- radiofarmaci già registrati in Europa, ma con AIC ancora in fase di registrazione in Italia
- preparazioni galeniche (preparate su richiesta del medico-nucleare al momento dell'utilizzo)

Per i radiofarmaci ad uso industriale l'utilizzo è consentito solo con le modalità indicate nell'AIC, per i farmaci esteri è consentita l'importazione solo se non esiste un equivalente con AIC, in tutti gli altri casi la legge prevede diverse modalità di utilizzo a seconda del tipo di preparato. Se esiste una monografia della molecola in Farmacopea, (in questo caso si parla di preparazione officinale), il farmaco può essere preparato dal centro di utilizzo (che deve possedere dei requisiti minimi di legge) o dall'industria alle condizioni in questa indicate. Se non è presente una monografia si ricade invece nella legislazione relativa agli studi sperimentali (per le molecole non ancora note) oppure in quella relativa alle preparazioni magistrali (cioè preparate per il singolo paziente su richiesta del medico-nucleare).

## Principali radiofarmaci di uso clinico
Qui sotto è riportato un elenco dei principali radiofarmaci di uso clinico, con rimandi alle relative voci.

### Diagnostica scintigrafica
Le molecole più utilizzate sono marcate con tecnezio-99m:
- il pertecnetato è utilizzato per eseguire la scintigrafia tiroidea, la scintigrafia paratiroidea (assieme al sestamibi), la scintigrafia delle ghiandole salivari, lo studio scintigrafico della mucosa gastrica eterotopica e la scintigrafia per la ricerca di angiomi epatici
- i difosfonati sono utilizzati per la scintigrafia ossea
- sestamibi e tetrafosmina sono utilizzati per la scintigrafia miocardica di perfusione. Il sestamibi è utilizzato anche in oncologia e per eseguire la scintigrafia paratiroidea.
- i nanocolloidi di albumina (dimensioni nell'ordine dei nanometri) sono utilizzati principalmente per lo studio del sistema linfatico (linfoscintigrafia degli arti e ricerca del linfonodo sentinella), raramente per lo studio del midollo osseo (scintigrafia midollare)
- i macroaggregati di albumina (dimensioni nell'ordine dei micron) sono utilizzati per la scintigrafia polmonare e per lo studio dell'irrorazione arteriosa previsionale alla radioembolizzazione intrarteriosa delle neoplasie primitive e delle metastasi epatiche (TARE)
- l'HMPAO è utilizzato nella SPECT cerebrale perfusionale e per marcare i granulociti neutrofili da utilizzare per la scintigrafia con granulociti marcati
- Il DTPA, il DMSA ed il MAG3 sono utilizzati per la scintigrafia renale
- i pasti marcati sono utilizzati per la scintigrafia per lo studio del transito esofago-gastro-duodenale
- le emazie marcate sono utilizzate per la Scintigrafia per la ricerca di sanguinamenti occulti
- L'HIDA è utilizzato per la scintigrafia per lo studio del fegato e delle vie biliari

Altro isotopo molto diffuso nella marcatura dei radiofarmaci diagnostici è lo iodio-123:
- lo iodio-123 ioduro è raramente utilizzato per eseguire la scintigrafia tiroidea (specie nello studio del gozzo retrosternale)
- FP-CIT ed IBZM sono utilizzati per lo studio del sistema dopaminergico cerebrale
- La MIBG è utilizzata per lo studio del sistema simpatico cardiaco (nei pazienti con sospetto di malattia di Parkinson o con cardiopatia ischemica) così come nello studio delle neoplasie neuroendocrine, anche in previsione di una terapia radiometabolica effettuabile marcando la molecola con iodio-131.

L'indio-111 può essere utilizzato anch'esso per marcare i granulociti neutrofili (111In-Oxina). Altro uso è la marcatura dell'Octreoscan, utilizzabile per lo studio delle neoplasie neuroendocrine.
L'unico farmaco diagnostico marcato con iodio-131 è lo iodocolesterolo utilizzato per la scintigrafia corticosurrenalica. Lo iodio-131 può essere utilizzato come tale in diagnostica anche per eseguire studi previsionali prima di trattamenti radiometabolici per l'ipertiroidismo o il carcinoma della tiroide differenziato.

### Diagnostica PET
L'isotopo più utilizzato per le indagini PET è il fluoro-18 e la molecola più usata è il fluorodesossiglucosio (principalmente in oncologia, ma anche in neurologia, reumatologia, infettivologia e cardiologia). Altri farmaci marcati con fluoro-18 sono usati nello studio dell'amiloidosi cerebrale, mentre la PET con colina è usata soprattutto nello studio del tumore della prostata. La PET con 18F-DOPA è usata in neurologia per lo studio del sistema dopaminergico e delle neoplasie cerebrali, così come nello studio dei tumori neuroendocrini. La metionina marcata con carbonio-11 è usata anch'essa nello studio delle neoplasie cerebrali, mentre l'ammoniaca marcata con azoto-13 ed il rubidio-82 sono usati per gli studi di irrorazione del miocardio. I farmaci a base di gallio-68 sono utilizzati di norma nella diagnostica dei tumori neuroendocrini.
La debole emissione in positroni dell'ittrio-90 può essere usata anche per ottenere immagini post-TARE.

### Terapia radiometabolica
L'isotopo più usato è lo iodio 131, impiegato come ioduro sia nella terapia radiometabolica dell'ipertiroidismo sia in quella delle neoplasie tiroidee differenziate. La 131I-MIBG è utilizzata nel trattamento dei tumori neuroendocrini.
L'ittrio 90 è utilizzato per marcare le microsfere utilizzate per la Radioembolizzazione intrarteriosa delle neoplasie primitive e delle metastasi epatiche, per la terapia radiorecettoriale dei tumori neuroendocrini con analoghi della somatostatina, nella radioimmunoterapia dei linfomi con anticorpi anti-CD20 marcati e nella radiosinoviortesi (utilizzando dei colloidi marcati).
Il lutezio-177 è utilizzato anch'esso nella terapia radiorecettoriale dei tumori neuroendocrini.
Lo Stronzio-89, il Radio-223 ed i difosfonati marcati con Samario-153 e Renio-189 sono usati nella terapia radiometabolica delle metastasi ossee
I colloidi per la radiosinoviortesi possono essere marcati anche con Renio-189 o Erbio-169.